# Nikolaj Korotkov
Nikolaj Sergejevitsj Korotkov (Russisch: Николай Сергеевич Коротков) (ook Korotkoff) (Koersk, 14/26 februari 1874 - Petrograd, 14 maart 1920) was een Russisch vaatchirurg die de techniek voor het meten van bloeddruk ontwikkelde rond 1905. Belangrijk bij bloeddrukmeting zijn de naar hem genoemde Korotkoff-tonen.
Korotkov was toen hij overleed, hoofd van het Metsjnikov-ziekenhuis in Sint-Petersburg. Hij is begraven op de Bogoslovskoje-begraafplaats.